# LKS Ziemia Opolska
LKS Ziemia Opolska – polski klub kolarski założony w 1973.

## Historia
Klub powołano 8 listopada 1973 podczas obrad Kolegium Dyrektorów Kombinatów Państwowych Gospodarstw Rolnych, w których uczestniczyło kierownictwo oraz działacze Wojewódzkiego Zrzeszenia LZS Opole. Do klubu przekazano 11 sekcji kolarskich działających przy Radach Powiatowych LZS wraz z kadrą trenersko-instruktorską i 186 licencjonowanymi kolarzami. Pierwszym trenerem koordynatorem został Franciszek Surmiński z Zarzewia Prudnik. Kolejnymi trenerami byli Tadeusz Lilien, Marian Żużałek, Edward Barcik, Benedykt Kocot i Erwin Chmiel.
Powołano 11 grup treningowych w miastach:
- Brzeg: instruktor na etacie Franciszek Moszumański, grupa rozwiązana w 1977.
- Grodków: instruktor na ryczałcie Jerzy Marciniak.
- Kluczbork: instruktor na ryczałcie Mieczysław Godzwoń.
- Krapkowice: instruktor społecznie Hubert Sylwester (od 1983 Z. Kazana).
- Niemodlin: instruktor na ryczałcie Jan Arendarczyk, grupa rozwiązana w 1975.
- Nysa: instruktor na ryczałcie Erwin Chmiel (od 1983 T. Krawczyk).
- Olesno: instruktor na ryczałcie Andrzej Sianowski (od 1975 w województwie częstochowskim).
- Opole: instruktor na ryczałcie Tadeusz Lilien (od 1983 Kazimierz Błażejowski, od 1986 Wojciech Kwiecień).
- Prudnik: instruktorzy na ryczałcie Jan Szozda i Jerzy Wiśniewski (w 1976 przekazano do reaktywowanej sekcji LKS Zarzewie Prudnik).
- Racibórz: instruktor na ryczałcie Jan Filip (od 1975 w województwie katowickim).
- Strzelce Opolskie: instruktor na ryczałcie Edward Wiśniewski.

Sekcje kolarskie działały w oparciu o kombinaty państwowych gospodarstw rolnych. Każdy PGR był zobowiązany do przekazywania funduszów do Wojewódzkiego Zjednoczenia. Szkoleniowcy i zawodnicy byli zatrudnieni w poszczególnych kombinatach. Zawodnikami klubu byli m.in. Stanisław Szozda, Edward Barcik, Benedykt Kocot i Joachim Halupczok.